# 1143 en santé et médecine
| Années de la santé et de la médecine : 1140 - 1141 - 1142 - 1143 - 1144 - 1145 - 1146    |
| Décennies de la santé et de la médecine : 1110 - 1120 - 1130 - 1140 - 1150 - 1160 - 1170 |

Cet article présente les faits marquants de l'année 1143 en santé et médecine.

## Fondations
- Première mention de l'hôpital de Strasbourg, dans une charte de l'évêque Burchard qui date sa fondation de 1119 ; il sera transféré hors les murs en 1316, détruit en 1393 et rebâti en 1398 sur les lieux qu'occupe aujourd'hui le Nouvel Hôpital civil[1].
- Cunégonde, abbesse de Saint-Trophime d'Eschau, en Alsace, fonde un hôpital « près de la route romaine (juxta stratam romanam), pour y recevoir les pauvres et les passants[2] ».
- Fondation à Montpellier par Guilhem VI, seigneur du lieu, « de la léproserie Saint-Lazare, aussi appelée Castelnau », établissement qui, vers 1153, « passe[ra] sous la double autorité du seigneur de la ville et de l’évêché de Maguelone[3] ».
- Fondation à Molfetta nel Passato, dans les Pouilles en Italie du Sud, d'un hôpital placé sous l'invocation de saint Philippe et saint Jacques[4].
- Vers 1143 : « lorsque l'abbesse de Saint-Trophime fonde son hôpital à Eschau, en Alsace, on présume que cesse d'exister l'hospice ou hôpital pour jeunes filles, veuves nécessiteuses et handicapées » que la fondatrice de l'abbaye d'Erstein, Ermengarde de Tours, impératrice d'Occident, avait fait établir à Krafft au milieu du IXe siècle[5].

## Personnalités
- Fl. Guillaume, médecin à Auxerre, en Bourgogne[6].
- Vers 1143 :
  - Fl. Jean Borgaux, « médecin de Dijon, en Bourgogne, cité dans une charte de Godefroy, évêque de Langres[6] ».
  - Fl. Mathieu, médecin à Vézelay, en Bourgogne[7].